# Павликовка
Павликовка (укр. Павликівка) — село в Войниловской поселковой общине Калушского района Ивано-Франковской области Украины.
Население по переписи 2001 года составляло 243 человека. Занимает площадь 10,23 км². Почтовый индекс — 77333. Телефонный код — 03472.